# Bauru (cucina)
Il Bauru è un panino originario del Brasile inventato da Casimiro Pinto Neto, il nome deriva dalla città natale del suo creatore, Bauru nello Stato di San Paolo.
La ricetta originale è composta da un panino con roast-beef, fette di pomodoro, cetriolini, formaggio mozzarella, sale e origano. 
Come tutte le ricette ha le sue varianti:
- Bauru francese = Panino con roast-beef, formaggio gruviera, senape.
- Bauru italiano = Panino con roast-beef, pomodori secchi, prosciutto di Parma, formaggio mozzarella, origano.
- Bauru americano = Panino con roast-beef, fette di pomodoro, lattuga, cetriolini, formaggio mozzarella, sale e origano.